# Neşerek Kadın
Neşerek Kadın ( en turco otomano: نسرین قادین‎ ; " alegría " o " rosa salvaje "; 1848 - 11 de junio de 1876), nacida como Nesrin Zevş Barakay Hanim, fue la cuarta, luego tercera consorte del sultán Abdulaziz del Imperio Otomano.

## Nombre
En su libro Bu mülkün kadın sultanları, el historiador turco Necdet Sakaoglu llama a la cuarta esposa de Abdul-Aziz "Nesherik", al tiempo que indica que en los documentos históricos hay opciones "Nesherek", "Nesteren" y "Nesrin". Chagatay Uluchay indica dos opciones: "Nesrin" y "Nesherek", mientras que el nombre "Nesrin" lo indica como el nombre que le dieron sus padres al nacer. Harun Achba se adhiere a la misma versión del nombre que Uluchay.

## Primeros años de vida
Sakaoglu señala que Nesrin era sobrina de la segunda esposa de Abdülaziz, Hayranıdil Kadın, pero se desconoce en línea femenina o masculina. Sakaoglu también cita una versión según la cual Nesrin era un pariente lejano de Hayranıdil y Circassian Hassan. Achba indica que Nesrin nació en 1848 en el territorio de la moderna ciudad de Soch, Neşerek Kadın (llamada también Nesrin Kadın o Nesteren Kadın) era hija de Gazi Ismail Bey Zevş-Barakay. Nació en Sochi en 1848. Tenía dos hermanos, Hasan Bey (1850 - 1876), y Osman Pasha (1851 - 1892). Su tía era la esposa de Ateş Mehmed Pasha. Su nombre de nacimiento era Nesrin Zevş-Barakay Hanim.

## Casamiento
Neşerek se casó con Abdulaziz en 1868 en el Palacio de Dolmabahçe y recibió el título de "Cuarto Kadın". El matrimonio se celebró por razones políticas. Al mismo tiempo, inicialmente Abdülaziz no se iba a casar con Nesrin: como su novia, eligió a Tawhida Hanim, perteneciente a la dinastía Kavalala (la dinastía de Muhammad Ali), la hija del Jedive Ismail Pasha y Shehret Feza Hanim; sin embargo, el gran visir Kechedzhizade Mehmed Emin Fuad Pasha disuadió al sultán de este matrimonio. Ella dio a luz a su primer hijo, un hijo, Şehzade Mehmed Şevket el 5 de junio de 1872. Dos años más tarde, el 24 de agosto de 1874, dio a luz a su segundo hijo, una hija, Emine Sultan. En 1875, fue elevada al título de "Tercera Kadın" tras el fallecimiento de la a tercera esposa del sultán Edadil Kadin. 
Abdulaziz fue depuesto por sus ministros en la noche del 29 al 30 de mayo de 1876 y su sobrino Murad V se convirtió en sultán. Fue trasladado al Palacio Feriye al día siguiente. Las mujeres del séquito de Abdulaziz no querían salir del Palacio de Dolmabahçe. Así que los agarraron de la mano y los enviaron al Palacio Feriye. En el proceso, fueron registrados de pies a cabeza y les quitaron todo lo de valor. Neşerek fue sacada a la fuerza del palacio por el primer ayudante Sami Bey, vistiendo solo un chal, aparentemente porque había tratado de esconder joyas reales dentro de su ropa. A causa del horrible tiempo de esa noche, cayó enferma y fue llevada en una camilla al caique, que la llevaría al Palacio de Feriye. Alguien incluso le arrebató el chal que la envolvía. El 4 de junio de 1876, Abdulaziz murió en circunstancias misteriosas.se anunció oficialmente que el depuesto sultán se había suicidado  cortándose las venas de las muñecas. En relación con el incidente, fue interrogada la esposa principal de Abdülaziz, Dürrinev Kadin, cuyas cámaras estaban ubicadas sobre la habitación donde se encontró el cuerpo del ex sultán, después de lo cual ella y otras viudas y madre de Abdülaziz, fueron encerrados en sus cámaras. En ese momento, Nesrin estaba tan enferma que nadie esperaba su recuperación.

## Muerte
Neşerek Kadın murió siete días después de la muerte de Abdulaziz el 11 de junio de 1876 en el Palacio Feriye gravemente enferma desde la noche de la deposición y destrozada por la tristeza por la muerte de Abdülaziz y convencida de que había sido asesinado. Según el historiador Alan Palmer, en cambio, aparentemente murió en el parto, sin embargo, no hay rastro en las fuentes de su tercer hijo o embarazo. Su hijo fue recibido por Abdülhamid II, el nuevo sultán y nieto de Abdülaziz, y su hija por Şehzade Yusuf Izzeddin, El hijo mayor de Abdülaziz. Fue enterrada en el mausoleo de las damas imperiales, ubicado en la Mezquita Nueva, Estambul.
Cuatro días después de su muerte, el 15 de junio de 1876, su hermano, Hasan Bey, intentó asesinar a un gran número de ministros reunidos en la mansión de Midhat Pasha, quizás para vengar a su hermana. Fue juzgado y ejecutado el 18 de junio de 1876.

## Descendencia
| Nombre                | Nacimiento           | Muerte                | notas                                         |
| --------------------- | -------------------- | --------------------- | --------------------------------------------- |
| Şehzade Mehmed Şevket | 5 de junio de 1872   | 22 de octubre de 1899 | se casó una vez y tuvo descendencia, un hijo  |
| Emine Sultan          | 24 de agosto de 1874 | 29 de enero de 1920   | se casó una vez y tuvo descendencia, una hija |